# Saemundssonia stresemanni
Saemundssonia stresemanni är en insektsart som beskrevs av Günter Timmermann 1949. Saemundssonia stresemanni ingår i släktet Saemundssonia och familjen fjäderlöss. Inga underarter finns listade i Catalogue of Life.